# Sirpa Paatero

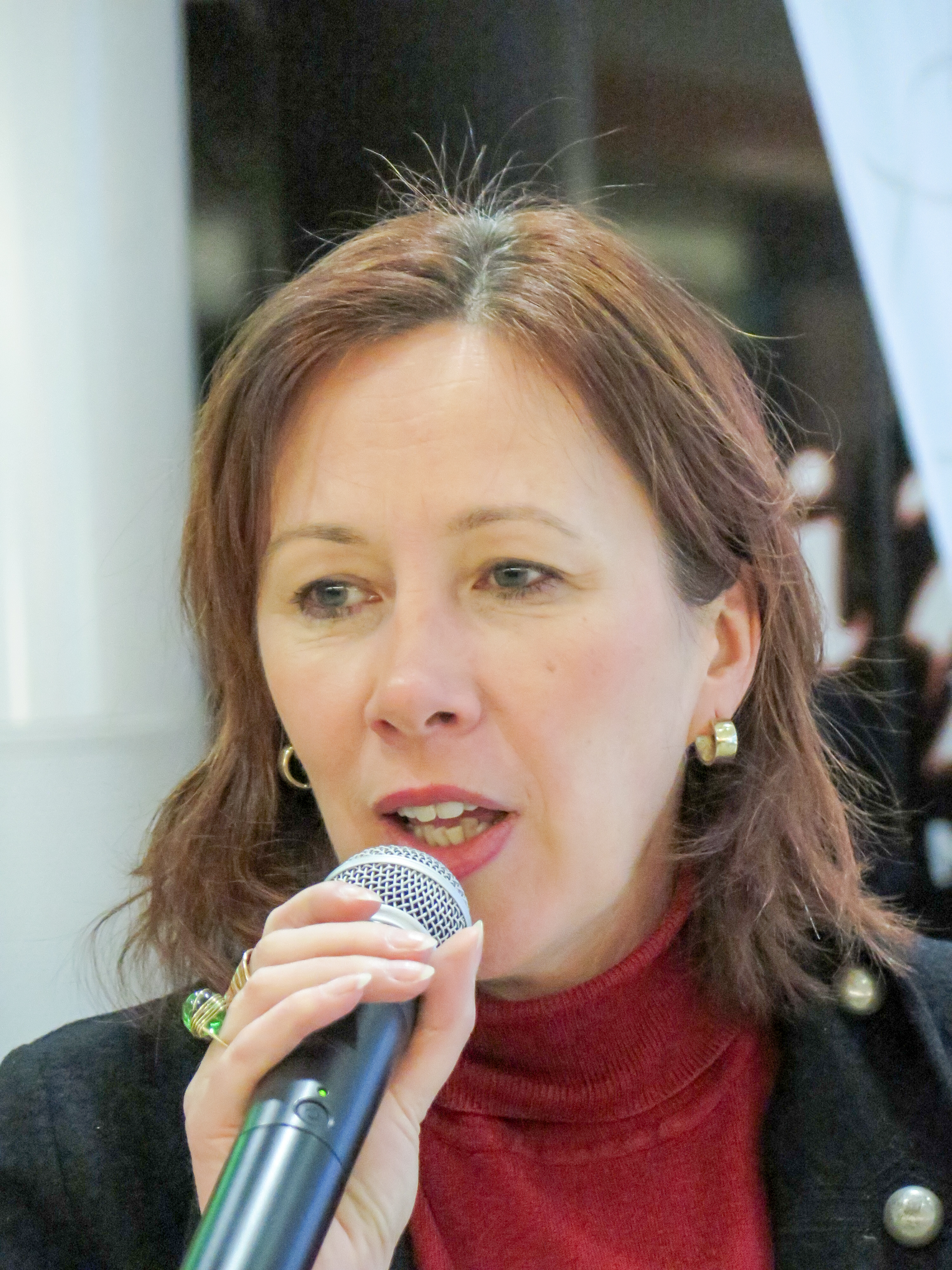
Sirpa Paatero (2015)

Sirpa Hannele Paatero (* 9. September 1964 als Sirpa Hannele Peltonen in Karhula) ist eine finnische Politikerin der Sozialdemokratischen Partei Finnlands (SDP). Am 6. Juni 2019 wurde sie Ministerin für Kommunen im Kabinett Rinne und übt dieses Amt seit dem 10. Dezember 2019 im Kabinett Marin weiter aus.

## Politische Karriere
Paatero ist seit Februar 2006 Mitglied des finnischen Parlaments. Von September 2014 bis Mai 2015 war sie Entwicklungsministerin im Kabinett Stubb. 
Von 2007 bis 2016 war Paatero Vorsitzende des finnischen Arbeitersportverbandes.